# 钟螺科
马蹄螺科（學名：Trochidae），又称钟螺科，是软体动物门腹足纲原始腹足目的一个科。贝壳多呈圆锥形、蜗牛形、耳形、陀螺形不等，從非常細小到很大的海螺都有。生活于浅海的珊瑚礁、岩石底。
本科物種的解剖結構都比較原始，例如：心臟只有兩個心房，受精於體外。腎臟只有一個，其第二個嗅檢器在進化過程中失去。

## 分類
本科原屬原始腹足目（Archaeogastropoda），根據布歇特和洛克羅伊的腹足類分類 (2005年)」被歸入古腹足類（Vetigastropoda，又名原始腹足類）之下的鐘螺總科，較新的分類會再分為九個亞科。以下為截至2017年1月4日在WoRMS的最新分類，包括十個亞科：
- subfamily Alcyninae Williams, Donald, Spencer & Nakano, 2010：只有Alcyna一個屬；
- 甲虫螺亚科 Cantharidinae Gray, 1857：下領24個屬；
- 金口螺亚科 Chrysostomatinae Williams, Donald, Spencer & Nakano, 2010：下領兩屬[1]
  - 茅草螺属 Chlorostoma Pilsbry, 1889
  - 金口螺属 Chrysostoma Swainson, 1840
- subfamily Fossarininae Bandel, 2009：下領五個屬；
- subfamily Halistylinae Keen, 1958：下領四個屬；
- subfamily Kaiparathininae B.A. Marshall（英语：Bruce A. Marshall）, 1993：原為本科之下的Kaiparathinini族，只有Kaiparathina Laws, 1941這個屬[4][5]；
- 单齿螺亚科 Monodontinae Gray, 1857：原有七個屬[6]，當中兩個屬獨立出去成為金口螺亞科，餘下四個有現生種的屬及一個只有化石種的屬；
- 口螺亞科 Stomatellinae Gray, 1840[6][7]：原來口螺科 Stomatellidae Gray, 1840（亦作Stomatiidae）[6][7]，下領六個屬；
- 鐘螺亞科 Trochinae Rafinesque, 1815：下領15個屬；
- 䗉螺亞科 Umboniinae H. Adams & A. Adams, 1854 (1840)[6]：Lirulariinae Hickman & McLean, 1990是本亞科的同種異名，下領20個屬，舊有分類還可分為三個族，但各屬所歸的族有爭議；
- 以下7個屬的亞科地位未定[8]：
  - Anticonulus Cossmann, 1918 †
  - Callumbonella Thiele, 1924[9]
  - Coeloconulus Nützel, 2012[10]†
  - 衣尼螺属 Enida A. Adams, 1860[6]
  - Eocalliostoma O. Haas, 1953 †
  - Labio Gray, 1850
  - Omphalomargarites Habe & Ito, 1965

另外，
- Intortia Egorova, 1972過往曾被歸入本科的亞科地位未定分類支，現時確認實為Lissotesta Iredale, 1915的同種異名，屬於陀螺總科之下的科地位未定分類元[11]。這個屬之下只有Intortia homocostata Egorova, 1972這個物種，現時被認為其實是Lissotesta similis (Thiele, 1912)的同種異名[11]。
- Umbonella A. Adams, 1863採用了跟Umbotrochus Perner, 1904相同的屬名，而且被發現其實是Callumbonella Thiele, 1924的同種異名。
- Tropidomarga Powell（英语：Arthur William Baden Powell）, 1951現時改屬鐘螺總科之下的蠑螺科[12]。本屬物種就只有Tropidomarga biangulata Powell（英语：Arthur William Baden Powell）, 1951這一個物種[12]。